# Crystal Castles
Crystal Castles er en Indie Electronica gruppe fra Canada.

## Medlemmer
- Alice Glass – vokal, sangskriver (2006–2014)
- Ethan Kath – instrumenter, sangskriver, producer, vokal (2006–2017)
- Edith Frances  – vokal(2015–2017)

Tourmedlemmer 
- Christopher Chartrand – trommer (2006–2017)
- Cameron Findlay – trommer (2007–2008)
- Thomas Cullen – trommer (2008)
- Mike Bell – trommer (2008–2009)

## Diskografi
- Crystal Castles (2008)
- Crystal Castles II (2010)
- III (2012)
- Amnesty (I) (2016)